# L'Histoire secrète
Pour les articles homonymes, voir Histoire secrète.
L’Histoire secrète est une série de bande dessinée française dérivée de la série Arcanes, également publiée par Delcourt.

## Auteurs
- Scénario : Jean-Pierre Pécau
- Dessins : Igor Kordey (tomes 1, 2 et 6 à 34), Goran Sudzuka et Geto (tome 3), Léo Pilipovic (tomes 4 et 5)
- Couleurs : Carole Beau (tomes 1 à 7), Isabelle Rabarot (tomes 3 et 6), Fabrys (tomes 5 et 7), Chris Chucky (tomes 8 à 11), Leonard O’Grady (tomes 12 à 32), Desko (tomes 33 et 34).

## Synopsis
Le scénario propose une relecture de l'histoire de l'humanité à la lumière de la théorie d'un « complot magique », selon laquelle quatre puis cinq magiciens (aussi appelés archontes) tantôt s'affrontent et tantôt se partagent le contrôle de l'humanité. Depuis la préhistoire, ils ourdissent dans l'ombre pour orienter les décisions des grands personnages historiques qui ne sont, bien souvent, que leurs marionnettes. Le principe à la base de leur magie est la « rétro-synchronicité » (inspirée du principe de synchronicité inventé par Carl Gustav Jung) , grâce à laquelle ils peuvent, à l'aide de cartes inspirées du tarot (les arcanes), entrevoir les possibilités de l'avenir immédiat ou lointain et l'infléchir vers des probabilités plus avantageuses selon leurs intérêts du moment. La portée de la vision et de l'infléchissement dépend de la puissance et du talent du manipulateur, mais s'étiole au cours du temps. Ces « passes » leur permettent de dévier le cours des événements et éclairent d'un jour nouveau plusieurs épisodes authentiques de l'Histoire, qui sont encore aujourd'hui mal expliqués : les dix plaies d'Égypte, la quête du Graal, les nombreuses victoires de Napoléon, le grand incendie de Londres, la montée fulgurante du nazisme, etc. Cette base est le départ d'un scénario d'une certaine complexité. Rien n'est simple, et les informations sont données aux lecteurs au compte-goutte. La série, créée a posteriori, débouche sur deux autres séries (Arcanes et Arcane majeur) qui exploitent les événements de l'histoire récente.

## Personnages

### Les Archontes
Les archontes originels sont :
- Dyo (représente les Coupes / Cœur / Le Pape)

Il détient l’ivoire de la Coupe, « vie et guérison, mais peut engendrer aussi des créatures hideuses et faire souffrir ». De toute la fratrie originelle, cet archonte est sans doute celui aux intentions les plus malveillantes. Paranoïaque et impitoyable, son but est de dominer le genre humain (assimilé à une bande d’animaux trop bruyants à son goût). Son ivoire semble orienter ses pouvoirs vers la modification de la matière (par exemple un golem de pierre) et, surtout, vers la création de cartes humaines (la « division Thot » et les berserkers). Sa conception du monde l’a conduit à s’allier et à soutenir les règnes et régimes politiques les plus autoritaires. Il a contrôlé entre autres l’Égypte des pharaons, l'Empire Allemand et l’URSS. Au début de la série, Dyo s’oppose à son frère Erlin au sujet du peuple hébreu, et il perd son ivoire. Il est alors obligé de s’allier avec Reka et la maison des Bâtons. Il s’affaiblit considérablement durant le Moyen Âge (réduit à l’état de cadavre ambulant) mais il finit par retrouver son ivoire. Les siècles suivants, trop faible, Dyo tente d’utiliser Guillaume de Lecce et les moines rouges dans des alliances fragiles. Au début du XXe siècle, De Lecce et lui utilisent la Première Guerre mondial pour déstabiliser les autres familles. Après 1918, il prend progressivement le contrôle de la jeune URSS. La maison des Coupes favorise certainement l’arrivée au pouvoir de Joseph Staline. Par la terreur du NKVD, Dyo oblige Yaponchik et les Vors à rallier sa maison (à partir des années 1930 – la guerre des Sukas). Après la mort de Staline (décès dont Dyo serait en partie responsable), Khrouchtchev et ses alliés parviennent à limiter ses pouvoirs grâce à l’icône de Soloviki (une carte très puissante – une des icônes « Acheiropoietos » dont les origines sont inconnues). Dyo est arrêté et déporté au goulag (sur l’île Soloviki). Finalement, les dirigeants du Kremlin le réhabilitent en 1956 et il est envoyé en Hongrie, avec pour mission de mater la révolte de Budapest. Dans les années suivantes, il sera systématiquement derrière les grandes répressions du bloc de l’Est. En accord avec le Kremlin, Dyo met en place le projet « Rossignol », à savoir un plan lui permettant d’accroître les pouvoirs de son ivoire. Il supervise la construction de la centrale de Tchernobyl à cet effet, afin de pouvoir disposer d’un « catalyseur » de chaos pour le projet Rossignol. En 1979, il lance les armées soviétiques en Afghanistan. Il y a bien entendu une raison officieuse à cette intervention militaire, derrière les prétextes du pouvoir en place. Durant tout le conflit, quelques soldats de confiance ont pour mission de trouver la demeure des lamas noirs et de nouer une alliance avec eux. Cette entreprise échoue mais Dyo parvient à récupérer, via Ernst Shäfer (ex-membre de l’Ahnenerbe), une des cartes créées par les lamas noirs (carte « Daath », dite la main tibétaine). Cette carte doit servir de déclencheur à « Rossignol ». L’opération est lancée dans la nuit du 26 avril 1986, à la centrale nucléaire de Tchernobyl, dans la salle du cœur no 2 du réacteur. L’archonte Erlin intervient et Dyo se fait aspirer par une sorte de trou noir créé par la carte Daath (cet ivoire semblait être un piège tendu par les lamas noirs). Si Dyo a disparu, le scénario semble indiquer que la maison des Coupes est toujours active. Pour citer : les dernières paroles de Kim Philby dans le tome 23, le personnage d’Adrian Arkadinovich dans le tome 6 d’Arcanes.
- Reka (représente les Lances / Pique / La Papesse)

Elle a en sa possession l’ivoire des Bâtons / Lances. Dans le premier tome de L’Histoire secrète, au seuil de la mort, Grand-père Loup explique que cette carte confère à son détenteur d’immenses pouvoirs mais, en contrepartie, peut plonger son utilisateur dans des folies destructrices. Cette caractéristique semble se retrouver dans la psychologie et dans les actes du personnage. Ainsi, Reka laisse souvent libre cours à ses émotions, allant jusqu'à des crises de fureur aveugle. Fureur dont son propre entourage peut faire parfois les frais. Ses partisans dans la maison des Bâtons lui donnent le titre de « mater ». À certaines périodes de l'histoire, elle n'hésite pas à semer la mort si cela sert ses intérêts (cf. le destin des derniers enfants, parents lointains des Hohenstaufen, ou encore l’Inquisition, et même indirectement l'affaire de la colonie de Roanoke). À partir du XXe siècle, elle semble évoluer vers un peu plus d'humanité – toutes proportions gardées car, à la moindre contrariété, elle n’a pas d’état d’âme à se débarrasser des opposants. Particularité propre : elle semble posséder une certaine aisance à infiltrer des milieux et des sociétés tous aussi différents les uns que les autres, peut-être plus que les trois autres archontes, comme le démontre son parcours dans l’histoire humaine : grande prêtresse dans l’Ancienne Égypte, grand maître officieux de l’ordre du Temple au Moyen Âge, puis cardinal à Rome auprès du Saint-Siège de la fin du Moyen Âge à la Renaissance, membre des services secrets italiens en 1916, puis officier dans l’armée britannique à la fin de la Première Guerre mondiale, tenancière d’une maison close (« L’Arcane 17 ») à Montmartre dans les années 1930, officier au SOE durant la Seconde Guerre, officier d’état-major dans les services de renseignement de la toute jeune Tsahal en 1948, puis leader d’un groupe de hippies en 1968 à San Francisco, et finalement trafiquant de drogue en même temps qu’opérateur de la CIA et astrologue privée de la famille Reagan dans les années 1980. Autre particularité de cet archonte : les drogues. La consommation assidue de divers produits stupéfiants répond à un besoin purement hédoniste, et également à d’autres motivations. Ainsi le LSD permet à Reka de se projeter dans le multiverse, en particulier à Kor. Elle expérimente également une technique permettant de collecter l’énergie psychique née du plaisir, pour l’utiliser à ses fins (au festival de Woodstock). Cette consommation effrénée de stupéfiants se transforme en accoutumance au début des années 1970 et la met en situation de totale dépendance, faiblesse que le Roi en jaune allié à Cosa nostra tente d’utiliser contre elle. Son assuétude aux drogues l’amène à devenir un des plus gros trafiquants sur le marché mondial, en appui en sous-main à quelques politiques des États-Unis sous Reagan (l’Irangate en 1986). La disparition de sa sœur Aker en 1941 ne l’a pas laissé indifférente. Consciente désormais de l’affaiblissement des archontes, elle en devient très attachée à son frère Erlin. Cet attachement est d’ailleurs réciproque. Au-delà, le plaisir (au sens large) semble être sa motivation principale. De manière générale, faisant preuve de peu d’empathie, Reka ne s'intéresse aux hommes que pour profiter d'eux, et au mieux de ses intérêts et de son propre plaisir. Son frère, l'archonte Erlin, est assez explicite à son propos : elle se fiche du devenir de l’espèce humaine du moment qu'elle peut passer du bon temps. L’épisode de la drogue laisse entendre une certaine fragilité chez elle, allant de pair avec une personnalité instable.
- Aker (représente les Épées / Carreau / L’Impératrice)

C’est la sœur jumelle de Reka. Elle détient l’ivoire des Épées. Elle souhaite faire « évoluer » les Hommes, ou plus globalement l'Humanité, vers plus de liberté et de tolérance. Ses partisans, regroupés dans la maison des Épées, se retrouveront derrière la plupart des sociétés secrètes initiatiques ou communautés humaines à vocation progressiste : cathares, Rose-Croix, franc-maçonnerie… Le signe de reconnaissance de la maison des Épées est une rose rouge. Aker porte d’ailleurs le titre de « mater sub-rosa ». Si la vocation paraît honorable, les méthodes de réalisation du dessein n’en sont pas moins identiques à celles de ses frères et sœur. Aker s'est notamment servie de la Grèce athénienne et de la Révolution française, en passant par le Saint-Empire romain germanique au cours du Moyen Âge. C’est au cours de cet épisode avec l’empereur Frédéric II (la « stupeur du monde ») que Guillaume de Lecce entre dans la trame. En 1194, le père de Frédéric II, l’empereur Henri VI, est couronné roi de Sicile. À cette époque, Aker agit dans son entourage en tant que conseillère. Pour asseoir son autorité, Henri VI attire les nobles partisans de Tancrède de Lecce, ainsi que son héritier Guillaume, alors jeune enfant, à un banquet. C’est en réalité un piège (à l’insu d’Aker, qui croyait à une entreprise pacifique de l’empereur). Il fait crever les yeux à Guillaume, en plus de le soumettre à la torture. Les nobles et les évêques qui avaient assisté au couronnement de Tancrède sont brûlés vifs dans un champ près de Palerme. Le jeune Guillaume survit aux sévices. Dans son cachot, grâce à une sorte de lien avec l’Arche d’alliance, il apprend à maîtriser l’entropie et le hasard nés de sa propre souffrance (le procédé dit « Klingsor »). Guillaume s’échappe et tue Henri VI. Il entame son ascension vers le statut d’archonte.
Finalement, Aker échoue à créer l’Homme meilleur, avec Frédéric II et, plus tard, avec Napoléon Ier et la Révolution française. Hormis durant le règne de Napoléon, elle demeure l’alliée d’Erlin et des Deniers. Durant la Première Guerre mondiale, Reka et la maison des Bâtons se joignent à leur alliance, de même qu’au début de la Seconde Guerre. Fin décembre 1941, elle se porte volontaire pour une mission avec Itzak et des partisans formés par le SOE pour l’opération Anthropoid (visant officiellement l’assassinat de Reinhard Heydrich). En réalité, il s’agit aussi de permettre à Itzak de récupérer les notes secrètes de son ancien professeur, dissimulées dans une bibliothèque à Prague. Pour la réussite de l’opération, Aker attire Guillaume et un détachement de la division SS « Totenkopf » au village de Lidice, près de Prague. Elle invite de Lecce à se battre en duel. Ce dernier accepte. Le choc de leur lutte, des « deux futurs », provoque une explosion cataclysmique. Le petit village de Lidice est entièrement rasé. Guillaume sort vainqueur du combat. L’ivoire des Épées est brûlée. En guise de trophée, Guillaume de Lecce adresse par colis postal cet ivoire brisé à Erlin, le frère de la vaincue. Le résumé du tome 12 suggère deux possibilités quant à la situation d’Aker : morte ou dans une autre dimension. Au fil des tomes suivants, elle semble continuer à aider les hommes depuis la lisière de la réalité, et sa propre famille. Elle fait une brève apparition à la fin du tome 4 de la série Arcane majeur (pour aider Pandora face au Roi en jaune). Certains points du tome 21 de L’Histoire secrète laissent spéculer sur sa survie physique à l’issue de son duel avec Guillaume de Lecce : le dessin dans le coffre-fort de James Angleton, les prémonitions de Reka. Son organisation, les Épées, semble avoir survécu à sa disparition. Ses anciens lieutenants vendent des jeux aux plus offrants. Le tome 26 met en scène, à la fin du siège de Vukovar, un mystérieux groupe entièrement composé de recrues de sexe féminin, et portant le signe des Épées. Elles se disent membre d’une fraternité religieuse (référence peut-être à SET dans la série Arcanes) et opèrent apparemment à partir d’un monastère (peut-être Euphrakeikos). Sur la personnalité d’Aker : autoritaire et hautaine, elle est néanmoins capable d'empathie et est fidèle envers ceux qui la servent.
En définitive, le bilan de son action dans l’Histoire humaine (et peut-être sa destinée) peut se résumer, presque mot pour mot, aux propos du chamane Père-Loup lorsqu’il lui remit l’ivoire des Épées, 3 000 ans av. J.-C. : « créer les rois, unifier les clans, mais frapper les innocents ».
- Erlin (représente les Deniers / Trèfle / L’Empereur)

Il détient l’ivoire des Deniers (ou Bouclier). C’est l’aîné de la famille. Plus humain et compréhensif que les autres archontes, il se sert généralement de ses pouvoirs pour protéger. Il est ainsi le protecteur des Hébreux dans l’Égypte ancienne (et de la communauté israélite bien après), et de l'Angleterre à partir du XVIe siècle. Pragmatique, il essaie de modérer les actions de ses frères et sœurs, ainsi que les conséquences des manipulations dans la trame. Par crainte de provoquer indirectement d’autres tragédies, il s’est même retiré en ermite durant plusieurs siècles pendant le Moyen Âge. Des quatre protagonistes immortels, il est également le plus ouvert. Il appréhende, bien avant son frère et ses sœurs, les impacts technologiques, économiques et sociaux sur la destinée de l’espèce humaine et, indirectement, sur le sort des « Maisons ». Son réalisme se ressent toutefois dans sa manière de traiter les enjeux décisifs. Ainsi il n'hésite pas, lorsque le besoin se fait sentir, à sacrifier des êtres humains. En témoigne sa réaction au sujet des agents du MI6 à la poursuite de Pandora dans le métro berlinois ou, encore plus révélatrice, celle au largage des bombes nucléaires en 1945 sur Nagasaki et sur Hiroshima (précisément qualifié de « hasard de la guerre »). Autre exemple : il semble posséder le pouvoir de frapper de folie n'importe quel être humain. Il utilise cette faculté contre John Dee (cf. le récit de Reka) et contre Forrestal, secrétaire de la Défense en 1951. Il n'en demeure pas moins que, tout au long des albums, il reste préoccupé par la survie des Hommes. Preuve en est son implication et celle de sa maison dans la lutte contre Guillaume de Lecce et les moines rouges, et, plus tard, contre les maîtres cachés.
Archonte apparu par la suite :
- Guillaume de Lecce (représente le Joker / Le Mat) (modelé sur le personnage de Guillaume III de Sicile)

Cinquième archonte, introduit dans le scénario à partir du troisième tome. Dernier représentant de la branche des Hauteville en Sicile (une dynastie puissante dans le bassin méditerranéen) vers la fin du XIIe siècle, ce jeune garçon est pris malgré lui dans l’engrenage des machinations d’Aker et de la maison des Épées. C’est le fils de Tancrède de Lecce, lui-même en butte aux prétentions des Hohenstaufen au trône de Sicile. Après la mort de son père en 1194, il est normalement pressenti, à l’âge de 14 ans, comme l’héritier du royaume de Sicile (son père l’avait fait couronner symboliquement pour assurer la continuité dynastique). Cependant, faute d’armée, il doit céder sa couronne à Henri VI de Hohenstaufen (dit « le Borgne »). Attiré avec ses partisans dans un guet-apens, le jeune Guillaume est capturé sur ordre d’Henri VI et livré à ses tortionnaires, qui lui crèvent les yeux. Les barons qui avaient soutenu Tancrède et son fils sont livrés aux flammes, en dépit des protestations d’Aker. La mainmise sur la Sicile par les Hohenstaufen semble acquise. Toutefois, Henri VI et sa « conseillère » n’avaient pas prévu un détail : Tancrède avait eu le temps, peu avant sa mort, d’initier son fils à la pratique des cartes, notamment en le mettant en présence de l’Arche d’alliance, alors dissimulée sous le palais de Palerme – révélations faites par le Don de Cosa nostra. Un passage du récit suggère d’ailleurs que les tortionnaires ont eu la mauvaise idée de promener le corps meurtri de Guillaume près du reliquaire dans ce même palais. À peine vivant dans sa geôle, Guillaume finit par développer une sorte de lien indéfectible avec cette puissante carte. Il découvre comment maîtriser intégralement l’entropie née de sa souffrance, de sa propre douleur (procédé dit « Klingsor »). Ivre de vengeance, de folie, et au faîte de ses nouveaux pouvoirs, il s’échappe et tue Henri le Borgne. Rassemblant des partisans sur l’île, il finit par nouer un pacte avec ce qui deviendra plus tard la mafia sicilienne. La « Cosa nostra » s’engage à assurer la protection de l’Arche d’alliance, sans laquelle Guillaume n’est rien, en échange de disposer de la Sicile. Ce pacte restera en vigueur jusqu’en 1943. Au demeurant, la folie est devenue prégnante chez De Lecce. Rongé par la haine, il désire dispenser la mort sur toute la surface du globe. La souffrance d’autrui est d’ailleurs la principale source de son pouvoir, et il s’évertue à la provoquer tout autour de lui. Au fil du temps, ses pouvoirs prennent un tour considérable, jusqu’à l’élever au rang d’Archonte. Il ne tarde pas à créer sa propre « maison ». Ses servants se nomment les moines rouges et considèrent leur maître tel une sorte de messie (« Saint-Guillaume). Ils forment une « cinquième maison » (« la cinquième puissance, celle qu'on ne doit pas nommer ») qui s’oppose directement aux quatre premières. Aker comprend alors que Guillaume de Lecce est la conséquence directe de sa volonté de créer le « roi du monde » en la personne de Frédéric II – le fils d’Henri le Borgne (Frédéric est né le jour même où les sévices furent infligés à Guillaume à Palerme). C’est une sorte de rééquilibrage de la trame. Les conspirations de Guillaume de Lecce et de ses suivants n'auront de cesse de provoquer folies et destructions, les moines rouges dirigeant parfois en sous-main, avec l’aide involontaire des autres maisons, quelques épisodes parmi les plus sanglants de l’histoire occidentale (guerres napoléoniennes, Première Guerre mondiale…). À partir du XXe siècle, son emprise sur les événements devient conséquente. Il est à l'origine de la dictature nazie. Ses innombrables machinations font basculer le monde dans une nouvelle guerre mondiale en 1939. Mainmise sur l’Europe, revanche ultime sur Aker, persécutions, tout semble lui assurer en 1942 l’issue du jeu. Mais les autres archontes, dans le camp des Alliés, font cause commune. Le projet Manhattan, adossé à l’organisation Magic (les Deniers, les Bâtons, la section XX du SOE et l’OSS) doit permettre de trouver une solution définitive au problème posé par de Lecce. Ce dénouement est finalement parachevé le 16 juillet 1945 dans le désert du Nouveau-Mexique. Guillaume de Lecce laisse l’Allemagne à son sort vers la fin 1944. Il s’enfuit vers le Japon à bord d’un sous-marin, en emportant l’Arche d’alliance, et disparaît lors du bombardement de Nagasaki. Mais, hasard ou pas, il revient par la suite en possédant Howard Hughes (le Roi en jaune). Quant à ses sbires, les moines rouges, ils semblent avoir été définitivement vaincus avec la chute du Troisième Reich. Cependant, nous apprenons dans Les Veilleurs, de la bouche même d'un ex-membre de l’Ahnenerbe, que les moines rouges existent encore bel et bien dans le jeu. À l'image de leur maître, ils attendent leur heure.

### Agents des Archontes
À travers l'histoire, les Archontes s'affrontent afin d'obtenir ou de garder le pouvoir. À chaque époque, les personnages historiques sont associés à l'une ou l'autre des « Maisons » (coupes, lances, épées, deniers)
- Moïse, libérateur hébreu (deniers)
- Ramsès II, pharaon d’Égypte (coupes)
- Frédéric II, empereur du Saint-Empire (épées)
- Jean-Michel de Nostre-Dame, médecin français célèbre pour ses prophéties (épées)
- John Dee, mathématicien anglais (deniers, puis coupes et enfin Mat)
- Isaac Newton, physicien anglais, auteur de nombreuses théories dont la plus connue est celle de la gravitation universelle (deniers)
- Napoléon Bonaparte, général de la Première République française et ensuite empereur français (épées, puis Mat)
- St. John Philby, aventurier et espion d'origine britannique converti à l’Islam, lieutenant du roi Ibn Seoud d’Arabie (bâtons, puis coupes). À l’origine, c’est un joueur de la maison des Bâtons[B 22], officier dans l’armée britannique travaillant au bureau arabe durant la Première Guerre mondiale. En 1918, il est correspondant des autorités britanniques auprès de la cour wahhabite en Arabie. En retrouvant un très ancien parchemin, il apprend l’emplacement des ruines de Kor, censée être la première ville humaine. Les restes de cette mythique cité étaient localisées en plein milieu du désert de la péninsule arabique. Passant outre aux ordres de ses supérieurs, et ceux de l’archonte Reka, il organise une expédition sur site. Là, dans les ruines, il découvre des ivoires inconnues et récupère trois de ces artefacts. Grisé par des pouvoirs désormais équivalents à ceux d’un archonte, il finit par rejoindre Dyo et la maison des Coupes. Il confie une de ces ivoires à son fils, Kim Philby. Ce dernier, au début de la Seconde Guerre mondiale, s’en sert comme caution pour entrer au sein du MI6, et dans l’entourage proche d’Erlin et de ses deux sœurs, dissimulant toute connivence avec son père. Il joue en fait le rôle d’un agent double auprès de la maison des Coupes. Son père, St. John, protège dans le même temps à partir des années 1920 le dénommé Ibn Seoud, chef d’une des grandes familles saoudiennes. Les pouvoirs des ivoires noires de Kor permettent à ce chef de tribu d’asseoir son pouvoir et d’établir sa domination sur les autres factions se disputant le second État saoudien. Finalement, St. John supervise dans l’ombre la construction de l’Arabie saoudite moderne au profit d’Ibn Seoud et de sa famille. Philby conserve ce rôle d’éminence grise jusqu’au début des années 1960. En 1942, il est même approché par les sbires de Guillaume de Lecce. Le tome 12 suggère que Philby père est parvenu à retourner à Kor pour rechercher d’autres ivoires. En 1963 à Beyrouth, il apporte un soutien direct à son fils Kim, dont la couverture a été démasquée par Curtis et Lizbeth, autres agents des Deniers. Il est finalement tué par Erlin au terme d’un bref combat.
- Itzak (épées, puis indépendant)
- Curtis Hawke, pilote de chasse de la Royal Air Force (deniers). Après les archontes, c’est certainement le personnage phare de la série. Il s’agit d’un joueur naturel. Il est repéré par Erlin en 1914. Initié dans la maison des Deniers, ses pouvoirs s’accroissent progressivement. Il a rang de « cavalier ». Reka lui propose même de le prendre en charge et de lui apprendre à maîtriser ses pouvoirs, de façon à progresser au-delà de sa « condition humaine », presque à devenir l’équivalent d’un archonte[B 1]. Au fil des missions, il apprend à se méfier des archontes et de leur soif de pouvoir. Tout en demeurant loyal à Erlin et aux Deniers, il désapprouve (parfois ouvertement) les entreprises menées par son maître et ses deux sœurs (cf. sa réaction sur les bombardements au Japon[B 18]). À partir de 1946, il prend conscience de l’affaiblissement des « Maisons ». Il n’hésite pas à défier Reka[B 23], ou encore à se dérober aux ordres d'Erlin[B 6] au moment de l’opération Kadesh en 1956. L’assassinat de sa femme Nimue, en 1948, l’affecte énormément. Il n’aura de cesse de traquer le commanditaire de ce meurtre, à savoir Kim Philby, jusqu’à se sacrifier à Prague en 1968.
- Nimué, physicienne (coupes, puis épée/deniers, puis indépendant)
- Rudolf von Sebottendorf, membre historique de la Société Thulé, société semi-secrète allemande ayant inspiré l’idéologie nazie (Mat)
- Yaponchik (coupes) : il apparaît à partir du tome 15 de L’Histoire secrète. Surnommé « le petit japonais » à cause de son teint mongoloïde, il est apparenté aux Vors et proche de l’entourage de Dyo. Son âge est inconnu mais il dispose, à l’instar des archontes, d’une longévité pluriséculaire, en plus de la capacité à conserver une apparence jeune. L’archonte Erlin prétend l’avoir rencontré du temps de Gengis Khan (au moins plus de 900 ans). C’est un chaman originaire de Sibérie. Il semble avoir une histoire commune avec la confrérie des Vors et en a d’ailleurs tous les attributs : tatouages, pouvoirs RS. Il n’est pas aussi puissant qu’un archonte mais possède des capacités de manipulation de premier ordre (prémonition, sensitif aux phénomènes RS, joueur de haut niveau, capacités de cartier, manipulation d’ivoires et de lames, capacité à se déplacer d’une réalité à l’autre…). Durant les années 1930, il fut embrigadé de force au sein du NKVD en même temps que ses acolytes Vors. Depuis, c’est le plus proche collaborateur de Dyo, assurant même le rôle d’une sorte de second dans la hiérarchie de la maison des Coupes. Au fil des albums, il demeure fidèle aux Coupes et à leur chef, qui n’hésite pas à l’envoyer en première ligne. Il est pris dans le vortex de la centrale nucléaire de Tchernobyl[B 24]. Pas d’indication quant à sa survie éventuelle.
- Kurt Gödel, mathématicien austro-américain (deniers/épées)
- John von Neumann, mathématicien et physicien américain d'origine hongroise (deniers)
- Howard Hughes / le Roi en jaune (complexe militaro-industriel / Mat) : milliardaire américain connu dans les années 1930 pour ses extravagances, son goût pour la vitesse et son intérêt pour l’aéronautique. Dans l’univers de Pécau (Arcane majeur, Arcanes et L’Histoire secrète), son rôle est moins éclectique, et plus trivial. Il porte le nom de « Roi en jaune ». En 1948, un B-29 de l’US Air Force ramène des ruines de Nagasaki un bien étrange paquet, enfermé dans un cercueil de plomb[B 25]. Ce convoi sous le sceau du secret défense doit déposer sa cargaison dans la base dite «  zone 51  ». L’avion amerrit en catastrophe par un concours de malchance dans le lac Tahoe, au Nevada. Son équipage survit mais le bombardier coule au fond du lac, ce qui entraîne des phénomènes étranges dans la ville voisine de Las Vegas (les eaux du lac alimentent la ville). Deux années plus tard, coïncidence ou non, l’avion personnel de Howard Hughes s’écrase et coule à son tour au même endroit. Le milliardaire américain, en pleine noyade, est mis en présence de la carcasse du B-29 au fond du lac, et du mystérieux colis. Il survit et en est changé à jamais. Durant les années suivantes, il met progressivement sa fortune et ses ressources au service du complexe militaro-industriel, jusqu’à diligenter de fait les conspirations de cette nouvelle « maison ». Il entraîne une partie de la mafia dans le jeu, organise les événements les plus controversés de l’Amérique des années 1970-80 (assassinat des membres de la famille Kennedy, de Martin Luther King…). Le scandale du Watergate met fin à sa suprématie sur les milieux politiques américains (Erlin en est l’instigateur). Le tome 20 fait le lien direct entre les agissements de Hughes et Guillaume de Lecce. Ce dernier, à la lisière du seuil, influence les actes du Roi en jaune. Cela laisse spéculer sur la nature réelle du colis du B-29 (toujours au fond du lac Tahoe) : peut-être l’Arche d’alliance que De Lecce avait avec lui au Japon, ou simplement son cadavre… Au fil des années, cette influence semble se faire de plus en plus forte. Cette possession se ressent d’ailleurs sur le corps de Hughes, qui mute vers quelque chose d’autre, comme si sa condition humaine initiale n’était plus suffisante pour « accueillir » sa nouvelle puissance[B 25]. Il détruit ses globules rouges trois fois plus rapidement qu’un humain normal, et doit donc ingérer régulièrement du sang humain[B 26]. Il se fait passer pour mort en 1976. À partir de cette date, le Roi en jaune supervise ses opérations à partir de son navire, le Wizard of Lemuria. À l’instar de De Lecce, il accroît son pouvoir par la souffrance d’autrui (le massacre de la secte de Jim Jones en 1978). Le résumé au début du tome 22 évoque la disparition de son navire tel une sorte de Hollandais volant. Cependant, aux dires de l’ex-agent du MI6[B 17], il semble que le Wizard est toujours opérationnel, ravitaillé en mer, naviguant sans cesse et capable d’échapper mystérieusement aux satellites de surveillance. À la fin des années 1980, le navire est finalement cédé au magnat de la presse Robert Maxwell. Le Wizard est modernisé et rebaptisé Lady Ghislaine. La suite[B 27] nous apprend aussi que Maxwell était un agent des maîtres cachés (et notoirement un agent double des Deniers).

Il est à noter que, selon L’Histoire secrète, les différentes guerres ne sont que le produit de l'affrontement des « Maisons ». Ainsi, la Première Guerre mondiale représente l'affrontement des Coupes et des Deniers, tandis que la Seconde est l'aboutissement du combat entre les puissances de l’Axe, affiliées au Mat, et les différentes maisons : Coupes (qui ont la mainmise sur l’URSS), Deniers (l’Empire britannique), Épées (forces de résistants), Lances / Bâtons (franc-tireurs, mafia…).

### Autres forces en présence
Certains groupes et quelques personnes restent indépendant des Archontes, et jouent le rôle de contre-pouvoir ou de trublions :
- les Autres, plus connus sous le nom de Djinns, habitants de la ville de Kor (inspirée de la ville d'Iram)
- la Cosa nostra, et la mafia
- la Fondation Vane / Stargate : organisme implanté aux États-Unis, rattaché au gouvernement fédéral américain, et dédié à l’étude des phénomènes RS. Fondation Vane de 1945 aux années 1970, puis Stargate jusqu’à nos jours. Le scénario ne donne pas de précision sur le statut exact de cette agence (département indépendant, fondation privée…), ni sur ses effectifs. On peut rechercher l’origine de ce groupe, dans les vicissitudes précédant l’opération Husky en juin-juillet 1943. Dans ce contexte de guerre totale avec les Mats en 1942-1943, les « maisons » des Deniers et des Bâtons cherchent à approfondir leur lien avec les gouvernements britanniques et américains (programmes Magic et Manhattan). Les archontes offrent donc à l’OSS (Office of Strategic Services, prédécesseur de la CIA), par l’intermédiaire de Cosa nostra[B 15], un jeu complet de cartes. Disposant d’une arme redoutable, l’administration américaine découvre ainsi l’existence des effets RS. Dès 1944, un département chargé d’étudier plus en détail ces cartes siciliennes est donc institué. La Fondation Vane s’établit à partir de là. Il semble que les « Maisons » ne soient aucunement intervenues dans la création de la Fondation. Toutefois, certains indices laissent penser que les archontes Erlin et Reka étaient parfaitement au courant des tentatives de gouvernement américain de s’émanciper de leurs influences[B 28],[B 16]. De même, une infiltration progressive par quelques agents des archontes fut certainement à l’œuvre dès 1944 (Nimue, l’agent Wizard[B 6], Lizbeth[B 29], Erlin prétendant connaître tous les agents importants[B 30]…). Dans l’immédiat après-guerre, l’arrestation d’anciens joueurs du Troisième Reich ou le recrutement de transfuges des autres maisons[B 21] fut le tout premier mandat dévolu à la Fondation Vane. Leurs principales missions dans les années suivantes se résumèrent ensuite à l’étude des cartes (dont le jeu de Sicile), et la formation d’individus prédisposant de facultés RS, parfois recrutés très jeunes, et pris en charge intégralement par l’agence[B 31]. À partir des années 1960, la Fondation Vane aspire à une certaine indépendance, en particulier vis-à-vis du Pentagone et son avatar, le complexe militaro-industriel. Ces deux forces se heurtent à de très nombreuses reprises. Exemple emblématique sous la présidence Kennedy : la Fondation n’hésite pas à proposer ses services à l’exécutif américain[B 32], à la grande déception du Pentagone, adepte de méthodes plus énergiques. Après la chute de l’administration de Nixon, la Fondation est totalement remaniée. Elle change de nom, et se voit attribuer des missions plus « opérationnelles » : travail sur le terrain, assistance aux forces armées, infiltrations dans des territoires hostiles aux États-Unis (Nicaragua[B 33], première guerre du Golfe[B 34]…). Globalement, cette agence n’a pratiquement jamais compté de joueurs exceptionnels (exception faite de Pandora et de Walter Duncan), ni possédé de jeux puissants (voir commentaires de Reka[B 35]). Pour toutes ces raisons, on peut supposer que son existence depuis 1945 n’a jamais inquiété les « Maisons » (à la différence du complexe militaro-industriel). De nos jours, l’agence Stargate est encore plus ou moins « tolérée » par les Archontes.
- Le complexe militaro-industriel américain : il s’agit de la « sixième maison » (la cinquième étant les moines rouges de Guillaume de Lecce). Cette force émerge juste après la Seconde Guerre mondiale, à partir d’un groupe d’anciens membres de l’OSS / CIA ayant eu connaissance des phénomènes RS et passés dans les grandes entreprises américaines. C’est à la fois une communauté d’intérêts économique (de grandes entreprises dans l’armement, dont Hughes Industrie) et une agence américaine, non-nommée, mais qui semble être liée à la CIA et à la NSA. Ils tentent de manipuler des humains afin d’acquérir la puissance des Archontes, ou au moins une position hégémonique sur les autres « maisons ». Selon Erlin[B 23], pour la première fois dans l’histoire humaine, une maison existe sans archonte à sa tête (même si Howard Hughes en prend la direction effective à partir des années 1950). On en apprend un peu plus dans les séries Arcanes et Arcane majeur. Les ressources de cette sixième maison sont multiples : outre l’argent, le réseau d’influence sur la Maison-Blanche et sur les partis politiques (notamment Richard Nixon), une partie des services de la CIA, voire de l’armée américaine, le complexe militaro-industriel dispose du jeu légué par les archontes en Sicile en 1943 et à partir des années 1950, des pouvoirs du Roi en jaune (donc indirectement de Guillaume de Lecce). Leur atout principal réside aussi dans les Ashebas : des êtres humains transformés en cartes humaines, à l’issue d’expériences médicales (drogues, LSD, interventions chirurgicales…). Ces procédés, menés parfois en toute illégalité dans des prisons clandestines de la CIA[B 6], sont hérités des travaux pseudo-scientifiques de médecins nazis dans les camps de concentration durant la Seconde Guerre mondiale (médecins passés à l’Ouest – opération Paperclip). L’armée américaine utilise les Ashebas durant la guerre de Corée[B 6] juste avant l’épisode de la baie des Cochons à Cuba[B 32] et durant la guerre du Viêt Nam[B 36]. Les Ashebas possèdent des pouvoirs semblables aux capacités RS des joueurs. Durant les années 1960, la « sixième maison » semble vouloir augmenter considérablement ses effectifs : programme Chaos. Le gouvernement fait distribuer sur les campus des grandes universités américaines, des doses de LSD. Le but est de repérer les sujets naturels RS et de les enrôler pour en faire des Ashebas (explications de Pandora[B 36]). Le programme est abandonné après l’éviction de Nixon. Ce groupe reprend la partie au tout début des années 1990, sous la mandature du président Bush père. Présents dans l’entourage proche de la Maison-Blanche, ils poussent indirectement l’Irak baasiste à envahir le Koweït fin août 1992. Les « faucons » du Pentagone espèrent, à l’issue de la guerre, accéder à une des nombreux portails dimensionnels d’accès à Kor, présents dans cette région du monde, en récupérant les artefacts en possession de Saddam Hussein. Après la fin du conflit, le Pentagone dispose désormais de bases avancées en Arabie saoudite. Avec notamment ses bases secrètes au Tadjikistan, il peut mener d’autres opérations (le Baron fantôme et Greywolf[B 37]). À noter que les maîtres cachés semblent influencer discrètement cette maison (le personnage de Roy Cohn et les mystères entourant George Bush père durant la guerre du Pacifique). Les actions du complexe militaro-industriel dans le jeu sont conséquentes et, depuis 1945, les archontes doivent désormais compter avec cette force.
- Les lamas noirs : également connus sous le nom de « maîtres » ou encore « Gog et Magog ». Peu d'informations sur ce groupe d'individus, ni sur leur nombre, ni sur leur nature véritable. Leur localisation : cantonnés dans la chaîne de l'Himalaya et du Pamir, à la frontière sino-soviétique. Il peut s’agir d'autres archontes, ou autre chose, peut-être liés aux « Autres » de Kor. D’ailleurs, leurs rares apparitions dans le scénario les décrivent comme des créatures vaguement humaines. Ils se manifesteraient également sous la forme d'une sorte de brume noire destructrice[B 33]. Ils observent les archontes originels depuis la préhistoire. Le tome 24 dévoile une partie de leurs desseins : très simplement délivrer le monde des archontes en les supprimant. Les lamas noirs sont intervenus à quelques reprises discrètement dans la trame : soutien à Alexandre le Grand, rumeur et légende autour du prêtre Jean. Ils ne sont certainement pas étrangers à la montée en puissance de Guillaume de Lecce. Au XXe siècle ils intensifient leur présence dans le jeu : relations avec les moines rouges, durant les années 1930 et 40[B 38], les expéditions de l’Ahnenerbe au Tibet, la division dite « tibétaine » de la SS, l'origine du labyrinthe de la Ruhr (usine T4), un joueur lié à eux intervient directement dans la guerre du Pacifique (auprès de la flotte japonaise à Pearl Harbour et Midway[B 39]). Un de leurs agents tente même de tuer les archontes en 1948 à Jérusalem[B 23]. Durant la seconde moitié du XXe siècle, ils agissent par l’intermédiaire de groupuscules terroristes, au Moyen-Orient (Syrie, Liban, Iran et la famille Ben Laden). Ils disposent de cartes au même titre que les « maisons », et leurs pouvoirs RS n’ont certainement rien à envier à ceux des archontes. Les maîtres tentent de jouer sur les antagonismes des « maisons », sur les querelles (familiales) entre les 4 archontes – diviser pour mieux régner. Aussi, ils ont pu piéger Dyo[B 17] et semblent prêts à faire une offre à Reka[B 40] (sans doute pour mieux la retourner contre Erlin).
- Les veilleurs / la famille Vasil : ce groupe est introduit dans le tome 14, mais les Vasil sont intervenus dans le scénario dès le tome 2. En 1176 et quelques, Vasil le Preux, chevalier d’origine arménienne est en Terre sainte. Par un concours de circonstances, il accompagne Renaud de Châtillon. Tout comme son compagnon, il croise la route de l’archonte Aker et partage une partie des péripéties[B 41]. À partir de là, Vasil prend connaissance des cartes et de leurs pouvoirs. Cet intérêt va se transmettre de génération en génération à ses descendants jusqu’au XXe siècle. Chaque Vasil se consacre à étudier, dans la mesure du possible, les cartes, les « maisons », bref tout ce qui touche de près ou de loin aux phénomènes RS. Le cas de Léon Vasil, brocanteur / antiquaire à Paris, indique que les membres de la famille exercent aussi un métier (peut-être comme couverture). Leur credo au fil des siècles se rapproche du détachement de l'archiviste, ou du chercheur universitaire : ils consignent les faits des « maisons » sans jamais chercher à comprendre ni à intervenir (à l’image du mouvement fortéen, ou référence plus romanesque, au Talamasca dans l’œuvre d’Anne Rice). Cette curiosité n’est pas sans risque. Les « maisons » ont inversement connaissance de l’intérêt (intellectuel et normalement désintéressé) que leur portent les Vasil. Léon estime cependant que ses prédécesseurs et lui n’ont jamais constitué un danger suffisant pour être réduits au silence, comme en témoigne selon lui de sa survie en 1946. Il prend toutefois nombre de précautions. La famille Vasil a pu ainsi faire remonter l’origine des « maisons » (et de leurs maîtres, les archontes) à la préhistoire (les gravures présentées à Daniel Rosenthal[B 21]). Ils ont également fait le lien avec l’origine des jeux de cartes en Occident. Léon Vasil semble également au courant des plus récents épisodes de l’histoire secrète dans cette première moitié du XXe siècle (les archives dans son bureau). Il est suggéré[B 28] qu’il est capable de ressentir les phénomènes RS. Quelque peu las de cet héritage familial et sans descendant, il propose à Daniel Rosenthal de prendre sa relève[B 42]. Ce dernier se montre intéressé, mais le scénario ne dit pas s’il accepte ou non de reprendre cette périlleuse entreprise.

## Univers de l’œuvre

### Les joueurs
Les joueurs sont des personnes possédant des capacités dites rétro-synchronicité. Les séries L’Histoire secrète, Arcanes et Arcane majeur ne détaillent pas l’ensemble de ces capacités RS. Il est possible, à partir des différents albums, de dresser la typologie suivante :
- Manipulation de probabilité : à l’aide de support (carte ou lames), les joueurs peuvent influer sur les probabilités selon leur volonté, et la puissance utilisée. Plus le joueur est expérimenté et puissant, plus les manipulations seront spectaculaires, à effet intense ou de longs termes. Si les joueurs de niveau bas ou intermédiaire se contentent de faire pencher le hasard en leur faveur, en restant dans le domaine du possible, bien qu'improbable, les archontes et ceux dont les pouvoirs s'approchent des leurs peuvent totalement s'affranchir des lois naturelles et pratiquer un genre plus conventionnel de « magie »
- Communication avec les univers parallèles : les plus puissants des joueurs peuvent ouvrir des portes vers des versions différentes de la réalité, soit pour la changer légèrement (comme Curtis[B 25]), soit pour se rendre dans d'autres mondes. Il semble qu'on puisse également faire venir des créatures de ces autres dimensions.
- Prémonition : il s’agit d’entrevoir les possibilités de l'avenir immédiat ou lointain
- Manipulation de l’entropie : les joueurs sont aussi capables de servir du hasard comme « source » ou plutôt énergie, pour utiliser, activer, renforcer les pouvoirs de manipulation des probabilités. Exemple : voler la chance d’un être vivant. Les joueurs deviennent puissants dans des situations ou des milieux dits chaotiques, dans lesquels les possibilités sont naturellement multipliées. Par exemple : sur un champ de bataille, un labyrinthe (Dyo dans les dédales du Kremlin[B 9]), un simple jeu de hasard, un casino… Mais paradoxalement, de telles situations, si elles sont sources de pouvoirs, multiplient l’incertitude, et mécaniquement amenuisent la prémonition du joueur.

Il n’y a pas de précisions dans les trois séries sur le caractère inné ou acquis de ces pouvoirs de rétro-synchronicité (à l’exception des joueurs naturels – voir ci-après). Il est donc possible « d’éveiller » ces capacités, de les travailler et de les renforcer.
Les joueurs naturels : ces êtres humains possèdent dès la naissance des capacités RS activées. Il s’agit plutôt de prédispositions. Ils ont tendance à être plus puissants que les « simples » joueurs. Curtis Hawke, sa fille Pandora et Napoléon Bonaparte sont décrits comme tels. Ils possèdent dès la naissance un certain réservoir de chance et sont capables de l’alimenter, volontairement ou non (la mort du mécanicien copilote de Curtis).
Les « grands joueurs » : certainement les plus expérimentés et les plus puissants. Ils peuvent développer de nouveaux pouvoirs : déplacement d’une réalité à l’autre (explication d’Erlin), peuvent voir et parler à distance (explication de Pandora). Ce sont souvent des joueurs naturels. Pandora, Curtis, St. John Philby et Yaponchik peuvent être classés comme tels. Ils ont souvent une longévité plus importante qu’un être humain normal, voire une jeunesse prolongée comme dans le cas de Yaponchik.

### Cartiers, Ashebas et Archontes
Les cartiers : personnes ayant les aptitudes nécessaires pour dessiner des dessins, fresques ou signes déclenchant des effets RS. Appelés « Maestro » dans les « maisons ». À partir d’une simple craie, stylo, marqueur, ils sont capables de créer une carte sur un support physique et de l’activer. Exemples : Léonard de Vinci, Paracelse, la protégée de Pandora. Des cartiers sont souvent également des joueurs ou de « grands joueurs ».
Les Ashebas : ce sont des cartes vivantes, des êtres aux capacités RS identiques à celles des joueurs, à la différence qu’ils n’utilisent aucun support pour l’activation de leurs pouvoirs. Il y est fait référence dans L’Histoire secrète, puis dans les séries Arcanes et Arcane majeur. Certains Ashebas connaissent des mutations physiques impressionnantes. Cela peut aller d’un pourrissement de la chair jusqu’à des transformations plus patentes. Certains en deviennent morts-vivants, à la lisière de deux réalités (Greywolf, la division Thot, et certainement les oculus des moines rouges). Les expériences conduites par la CIA et par les sbires du Roi en jaune au XXe siècle, à base de LSD et de chirurgie, ont permis à la « sixième maison » de standardiser la création d’Ashebas.
Les archontes : le terme désigne à la fois les quatre personnages clés de la série L’Histoire secrète maîtres des « maisons » (Erlin, Dyo, Reka et Aker), ainsi qu’une sorte de rang supérieur ; une classe qu’un joueur/cartier doué peut espérer atteindre, à force d’entraînement, d’expérience, ou finalement de tout autre moyen d’augmentation de pouvoir. Il y a le cas de Guillaume de Lecce. Curtis et Nimue sont considérés par Reka comme très proches du statut d’archonte (ce qui doit être le cas également de leur fille Pandora). La thématique du « surhomme » semble s'inscrire dans le scénario de L’Histoire secrète. Leurs pouvoirs et capacités :
- Immortalité et jeunesse éternelle : les 4 frères et sœurs ont plus de 10 000 ans d’âge. Curtis explique cela[B 9] par un arrêt du temps sur leurs corps.
- Prémonition aiguisée. Cela peut aller jusqu’à entrevoir des réalités différentes, lire le futur (parfois des années à l'avance).
- Manipulation totale des probabilités : les archontes possèdent des niveaux de maîtrise de loin supérieurs à ceux du simple joueur. Les effets : de la manipulation du climat sur une zone donnée (déclenchement de tempêtes), à la simple désintégration de la matière (comme l'a fait Reka[B 50]), la propagation de maladies (infestations magiques d’Aker[B 13] sur Reinhard Heydrich, Guillaume de Lecce), ou d'autres divers causes de mort à brève ou grande échelle (voir Reka[B 2] dans son temple). Les archontes savent bien entendu utiliser les cartes, et également user de leurs ivoires (des cartes très puissantes). La réalité se plie parfois à leurs désirs (Erlin qui efface les traces de pas des partisans d’Adam et de Curtis dans la neige[B 45], comme s’il n’y avait pas eu la moindre empreinte).
- Manipulation de l’entropie : capacité identique à celle des joueurs (voir précédemment) mais en plus puissant.
- Capacité des cartiers : les archontes peuvent créer à volonté par leur simple écriture des cartes à effets RS activés, assimilées dans le scénario à des « sortilèges ».
- Condition physique : les archontes semblent immunisés contre la maladie. L'exemple de Reka[B 9] suppose qu'ils sont peu sensibles aux effets de la drogue. Au fil des tomes, ils affichent une condition physique excellente (à l’exception de Dyo). Autre exemple : De Lecce conserve jusqu'au XXe siècle les traces physiques des sévices de son enfance. Curiosité : ils ne peuvent pas se saouler, même en ayant bu plus que de raison, ce qui constitue aux dires de Reka et d’Erlin, une véritable « malédiction ». En supposant que leur métabolisme avancé leur permette d’éliminer plus rapidement l’alcool. Erlin affirme également pouvoir supporter plus de radiations que son poids en plomb.
- Pouvoirs mentaux : pas de précision sur ce point dans les albums, mais à plusieurs reprises, les archontes usent de ce qui s’apparente à de la télékinésie : que ce soit Reka[B 51], Erlin[B 11] (lorsqu’il tue le dénommé Grégori), Guillaume de Lecce en état de lévitation ou Curtis[B 52]. Autre explication : il peut s’agir aussi de manipulation RS sur la gravité et l’inertie. Erlin semble détenir[B 53] des pouvoirs de type télépathie / contrôle mental. Mais là aussi, sans plus de précisions dans le scénario.
- Pouvoirs propres : chaque archonte a pu développer au fil des siècles ses capacités d'une certaine manière, jusqu’à se « spécialiser » dans un domaine. Ainsi, Erlin a la possibilité d’entrevoir l’avenir par ses rêves, Reka semble maîtriser parfaitement les « sortilèges » de dissimulation (au Castel del Monte[B 7], à Marseille[B 12]), De Lecce peut glisser d’une réalité à une autre et excelle dans la propagation d’épidémies (peste noire et grippe espagnole).

À l’aube de l’histoire humaine, les quatre frères et sœurs sont à peu près unis. Leurs pouvoirs, ainsi qu'une expérience pluriséculaire, leur permettent de se faire passer pour des Dieux (voir Reka et ses différents « avatars divins » : Ishtar, Aphrodite…). À partir de l’épisode de l’exode du peuple hébreu, les archontes sont divisés et n’opèrent plus de visu. Au fil des siècles, ils épuiseront leurs forces dans des luttes fratricides. Leurs abus dans la trame entraînent l’apparition d’un cinquième archonte. Ils perdent en puissance au travers des siècles : la multiplication des cartes et des outils de contrôle du hasard, en plus de la multiplication des possibles. La Seconde Guerre mondiale voit la disparition (apparente) d’un des leurs, en plus de la perspective d'une « sixième maison » aux États-Unis plus imprévisible que ne l'étaient De Lecce et ses moines rouges. En plus de l'existence des maîtres au Tibet, conspirant dans l'ombre depuis le début de la trame. Les conséquences sur leurs propres pouvoirs sont inévitables.
Toute proportion gardée, les archontes survivants (Erlin, Dyo et Reka après 1945) possèdent toutefois dans les derniers tomes[Lesquels ?], des pouvoirs (de destruction) considérables.

### Les maisons
Éléments essentiels dans l’univers des séries L’Histoire secrète, Arcanes et Arcane majeur, les « maisons » ou « familles » regroupent les partisans des archontes. Ces organisations sont apparentées à des sortes de sociétés secrètes de type initiatique (voir les travaux de S. Huttin).
- 4 « maisons » à l’origine :
  - les « Coupes » : Dyo
  - les « Deniers » : Erlin
  - les « Bâtons » : Reka
  - les « Épées » : Aker
- 2 « maisons » apparues ensuite :
  - les moines rouges : Guillaume de Lecce
  - le complexe militaro-industriel américain : CIA / armement et le Roi en jaune

Les différents membres des maisons
- Les humains normaux : hommes et femmes politiques d’influence, ou encore de simples « initiés » jouant des rôles subalternes
- Joueurs et cartiers : le scénario laisse supposer au fil des tomes que les joueurs/cartiers constituent l’entourage de l’archonte. Ce dernier se sert d’humains à capacité RS, à la fois comme confidents, agents, gardes du corps ou simples remparts. Et certainement dans un but moins avouable, cela permet au maître de la « maison » de surveiller l’évolution des éléments les plus prometteurs, la concurrence pour le statut d’archonte étant peu appréciée, comme le supposent les inquiétudes d’Erlin et de Reka sur le futur enfant de Curtis et Nimue[B 18].
- Les soldats : les agents directs et les proches des archontes sont dénommés « soldats », au sein des maisons, vocable militaire s’appliquant aisément pour des organisations fortement antagonistes. Il s’agit souvent de joueurs. Les agents dotés de pouvoirs RS sont classés suivant la hiérarchie des lames des arcanes mineurs du tarot de Marseille (par ordre croissant : 2, 3, 4, 5, 6, 7, 8, 9, as, valet, cavalier, roi/reine).

Les types de recrutements par maison
- Les « Coupes » : Dyo semble favoriser le recrutement des métiers d’armes (professionnels, mercenaires, assassins…), d’espions (Nimue). À l’occasion[B 45], Dyo arbore d'ailleurs l’insigne de la Direction générale des renseignements de l’État-major des forces armées (GRU), et le KGB restera d'ailleurs son domaine d'intervention privilégié dans les albums suivants. Ses choix politiques sont un peu plus clairs : pharaon de l'Ancienne Egypte, le kaiser Guillaume II, Joseph Staline… Donc un engouement pour l’autoritarisme, y compris le plus sanguinaire.
- Les « Deniers » : des scientifiques (Isaac Newton par exemple), penseurs, écrivains, militaires, personnels politiques modérés. Sur le plan géographique, les Deniers sont localisés à partir du XVIIe siècle sur l’Angleterre. Durant la Seconde guerre mondiale, les Deniers ont établi de solides relations dans les milieux gouvernementaux américains (avec le général Dwight Eisenhower[B 18] et, plus tard, à la Maison-Blanche[B 6]). À noter quelques liens avec Israël (Moshe Dayan, le « rabbin »). L'archonte Erlin a tendance à rechercher chez ses soldats, des personnes de confiance, voire parfois des confidents.
- Les « Bâtons » : reflétant le caractère de son archonte, la sociologie des Bâtons est assez instable : le clergé de l’Église catholique romaine (surtout durant le Moyen Âge), les milieux surréalistes durant l’entre-deux guerres[B 54], proximité avec certains clans corses[B 12], les milieux hippies des années 1960, en passant par les Brigades rouges[B 26], jusqu’aux filières de trafic de drogue. Les choix politiques de cette maison sont assez disparates, et dépendent des intérêts du moment de Reka : États pontificaux au Moyen Âge, Catherine II de Russie, Espagne catholique[B 49]…
- Les « Épées » : fidèles aux desseins de son archonte, les Épées recrutent et affilent de préférence dans les milieux intellectuels, politiques modérées et artistiques. La noblesse éclairée (ou prétendue comme telle) a constitué à une certaine époque un vivier de recrutement pour l’archonte Aker[B 5]. Le dénominateur commun des membres de cette maison : tournés vers le changement, la recherche d’un certain bien commun, mais parfois sans modération, au risque de tomber dans le « despotisme éclairé ».
- Les « Mats » / moines rouges : effet miroir ou coïncidence, de nombreux agents de cette maison partagent la démence et le fanatisme de leur maître. Au Moyen Âge, une partie des flagellants est à la solde de Guillaume de Lecce. Ces processions d’hommes et de femmes se soumettent à l’auto-flagellation, et offrent le chaos créé par leur douleur à de Lecce. Jusqu’au XXe siècle, les moines rouges sont généralement rassemblées dans des forteresses, bastions reculés à l’image d’une communauté monastique[B 43],[B 53]. À partir des années 1920, les « mats » se concentrent en Allemagne, et dans les milieux ésotériques gravitant autour du NSDAP d’Adolf Hitler (société de Thulé). Ils constituent les membres les plus fanatiques au sein des SS (division « Totenkopf ») et de l’Ahnenerbe. Leur influence est totale dans l’Allemagne totalitaire des années 1930 et 40, et le sera encore plus dans les partis collaborationnistes dans toute l’Europe occupée (le joueur « marionnette »[B 21]). Autre élément notable durant la Seconde Guerre mondiale : Guillaume de Lecce donne son aval aux scientifiques initiés dans la « maison » pour toutes sortes d’expériences sur les phénomènes RS : usine T4, armes météorologiques, les V4[B 55], expériences avec le LSD et autres… La défaite de l’Allemagne nazie semble avoir considérablement amoindrie les capacités et ressources de cette maison, du moins en apparence.

Ressources et pouvoirs :
outre les cartes, les ivoires, et les phénomènes RS, les réseaux politiques de leurs initiés, on peut supposer que les maisons possèdent d’autres ressources plus matérielles : argent sous forme numéraire ou autre, armes, parcs automobiles, biens fonciers… Les explications de Léon Vasil laissent penser que les maisons ont certainement dû accumuler des richesses considérables au fil des siècles.
État d'esprit et souci du secret : les membres et les agents des maisons appliquent normalement les directives de leurs archontes respectifs. On ignore cependant jusqu’à quel point peut aller cette obéissance (stricte, aveugle ou à l'inverse relâchée). Pour des raisons évidentes, les maisons cherchent à cacher leur existence au reste du monde, et faire en sorte que leurs actions demeurent dans le domaine de l’occulte. Cela peut aller jusqu’à l’élimination physique de témoin gênant, comme l’expose Léon Vasil, entre autres risques encourus par toute personne un peu trop curieuse. Certains membres de sa famille avaient déjà pu en faire l'expérience.
Influence et pouvoir sur les sociétés humaines :
dans L’Histoire secrète, la plupart des événements fondateurs et du monde occidental apparaissent comme liés aux actions de quatre grandes maisons, dirigées par des archontes. Le scénario met en présence le lecteur d’un véritable « complot », une présence dans l'ombre de maîtres du monde derrière les grands pouvoirs politiques. L’influence n’est pas seulement politique, mais également symbolique : les jeux de carte à jouer en Europe, la transcription des signes des « Maisons » sur certains monuments, bâtisses dans certaines grandes villes d’occident (par exemple Venise).

L’influence sur les rois et les princes décroit à partir du XVIIIe siècle. C'est un peu le passage à la raison, de l'obscurité aux Lumières. C’est le « désenchantement du monde », évoqué d’ailleurs par les archontes eux-mêmes (surtout Erlin qui est le premier à comprendre ce phénomène). La science, la technologie ne sont pas étrangers à cette évolution. Ils perdent donc « le monopole » de leurs pouvoirs, et finalement l’initiative de l'action sur les événements. Ce déclin est annoncé par Sidney Smith dans la scène à Toulon. Dans les derniers tomes[Lesquels ?] parus, les archontes survivants en sont réduits à être au mieux des conseillers (Erlin à la Maison-Blanche) ou, au pire, à se disputer le jeu sans avoir l’initiative des événements. Dyo a même été emprisonné un temps par les successeurs de Staline et les maisons de l’Ouest doivent faire face à une certaine concurrence (mafia, Fondation Vane, complexe militaro-industriel…).

## Publications en français

### Albums
Les nombres en fin de ligne sont les chiffres de ventes librairies/grandes surfaces en France.
1. Les Ivoires de Thot (mars 2018)
2. Genèse (novembre 2005) 44 000+
3. Le Château des djinns (novembre 2005) 35 000+
4. Le Graal de Montségur (février 2006) 25 000+
5. Les Clés de Saint Pierre (février 2006) 22 000+
6. 1666 (mai 2006) 25 000+
7. L’Aigle et le Sphinx (août 2006) 22 000+
8. Notre Dame des ténèbres (octobre 2006) 20 000+
9. Les 7 Piliers de la sagesse (juin 2007) 19 000+
10. La Loge Thulé (octobre 2007) 17 000+
11. La Pierre noire (janvier 2008) 16 000+
12. Nadja (avril 2008) 15 000+
13. Lucky Point (septembre 2008) 11 000+
14. Le Crépuscule des dieux (novembre 2008) 12 000+
15. Les Veilleurs (janvier 2009) 12 000+
16. La Chambre d'ambre (juin 2009) 9 000+
17. Sion (septembre 2009) 8 000+
18. Opération Kadesh (février 2010)
19. La Fin de Camelot (avril 2010)
20. L’Âge du verseau (septembre 2010)
21. La Porte de l'eau (décembre 2010)
22. Le Mahdi (février 2011)
23. Le Roi du monde (avril 2011)
24. Absynthe (août 2011)
25. La Guerre inconnue (novembre 2011)
26. L’Ange Paon (mars 2012)
27. L’Amiral du diable (mai 2012)
28. Santa Muerte (septembre 2012)
29. La Ville aux milles piliers (novembre 2012)
30. Opération Bojinka (février 2013)
31. Ground zero (juin 2013)
32. Les maîtres du jeu (Août 2013)
33. Apocalypto (décembre 2013)
34. Messie blanc (octobre 2016)
35. Messie noir (février 2017)
36. Roswell (mars 2019)
37. Les 7 tours du diable (février 2021)
38. Atlantide (mai 2024)

### Éditeur
- Delcourt (collection « Neopolis ») : tomes 1 à 30 (première édition des tomes 1 à 30)

## Publications à l’étranger
Intitulée The Secret History, une version anglophone de L’Histoire secrète est publiée aux États-Unis par Archaia Studios Press (en) depuis février 2007.
1. Genesis
2. Castle of the Djinns
3. The Grail of Montségur
4. The Keys of Saint Peter
5. 1666
6. The Eagle and the Sphinx
7. Our Lady of the Shadows
8. Seven Pillars of Wisdom
9. The Thule Society
10. The Black Stone
11. Nadja
12. Lucky Point
13. Twilight of the Gods
14. The Watchers
15. The Amber Room
16. Zion
17. Operation Kadesh
18. The End of Camelot
19. The Age of Aquarius
20. Watergate